# دافيد رافين
دافيد هايدن رافين (بالإنجليزية: David Haydn Raven)‏ (10 مارس 1985 في إنجلترا - ) هو لاعب كرة قدم إنجليزي في مركز الدفاع. شارك مع منتخب إنجلترا تحت 18 سنة لكرة القدم ومنتخب إنجلترا تحت 19 سنة لكرة القدم ومنتخب إنجلترا تحت 20 سنة لكرة القدم. أما مع النوادي، فقد لعب مع شروزبري تاون ونادي إنفرنيس ونادي ترانمير روفرز لكرة القدم ونادي ليفربول ونادي كارلايل يونايتد.

## وصلات خارجية
- دافيد رافين على موقع قاعدة بيانات كرة القدم.إي يو (الإنجليزية)
- دافيد رافين على موقع Soccerbase.com (لاعب) (الإنجليزية)
- دافيد رافين على موقع Soccerway.com (الإنجليزية)
- دافيد رافين على موقع عالم كرة القدم.نت (الإنجليزية)